# X/Open XA
X/Open XA (kurz XA, abgeleitet von eXtended Architecture) ist ein von der Open Group spezifizierter Informatik-Standard für Distributed Transaction Processing, die Abarbeitung von über mehrere Systeme verteilten Transaktionen. Mithilfe des XA-Standards können verschiedene Ressourcen (wie Datenbanken, Applikationsserver, Messaging Systeme) innerhalb einer Transaktion angesprochen werden, unter Bewahrung der ACID-Eigenschaften von Transaktionen.
Das Open-Group-Dokument Distributed Transaction Processing: The XA Specification beschreibt, was ein Ressourcemanager leisten muss, um gemäß XA verteilte Transaktionen zu ermöglichen. Damit werden die Vorgangsweise und die Schnittstelle zwischen dem globalen Transaktionsmanager und den lokalen Resourcemanagern festgelegt. Ressourcemanager, die den Standard erfüllen, nennt man „XA compliant“. Der XA-Standard basiert auf dem Zwei-Phasen-Commit-Protokoll.